# Northfield (New Hampshire)
Northfield ist der Name einer Town im Merrimack County des US-Bundesstaates New Hampshire in Neuengland. Der Census von 2020 zählte 4872 Einwohner.

## Geschichte
Die Ortschaft wurde erst im Jahr 1780 eingetragen, nachdem sie von dem Nachbardorf ausgesiedelt wurde. Das heutige Nachbardorf ist Canterbury.

## Demografie
| Jahr | Einwohnerzahl |
| ---- | ------------- |
| 1970 | 2193          |
| 1980 | 3051          |
| 1990 | 4277          |
| 2000 | 4569          |
| 2010 | 4829          |
| 2020 | 4872          |

## Sehenswürdigkeiten
- Tilton's Folly (Denkmal), ein 17 Meter hoher Triumphbogen, der nach einem Rom-Besuch eines Charles Tiltons im Jahr 1882 für 50.000 Dollar errichtet wurde.

## Söhne und Töchter von Northfield
- Richard S. Molony (1811–1891), Politiker